# Prix Doynel de Saint-Quentin
Prix Doynel de Saint-Quentin är ett travlopp för femåriga varmblod som körs på Vincennesbanan i Vincennes utanför Paris varje år i december under det franska vintermeetinget. Det är ett Grupp 2-lopp, det vill säga ett lopp av näst högsta internationella klass. Loppet körs över 2 850 meter med fransk voltstart. Förstapris är 54 000 euro.

## Vinnare
| År   | Häst               | Födelseland | Efter              | Kusk                      | Tränare                   | Tid    |
| ---- | ------------------ | ----------- | ------------------ | ------------------------- | ------------------------- | ------ |
| 2024 | Jushua Tree        | Frankrike   | Bold Eagle         | Jean Michel Bazire        | Jean Michel Bazire        | 1.12,6 |
| 2023 | Idao de Tillard    | Frankrike   | Severino           | Clément Duvaldestin       | Thierry Duvaldestin       | 1.13,4 |
| 2022 | Bleff Dipa         | Italien     | Mister J.P.        | Alexandre Abrivard        | Holger Ehlert             | 1.13,4 |
| 2021 | Ampia Mede SM      | Italien     | Ganymede           | Franck Nivard             | Fabrice Souloy            | 1.12,4 |
| 2020 | Fakir du Lorault   | Frankrike   | Vaillant Cash      | François Lecanu           | Mickaël Charuel           | 1.14,4 |
| 2019 | Excellent          | Frankrike   | Réal de Lou        | Alexandre Abrivard        | Laurent-Claude Abrivard   | 1.13,1 |
| 2018 | Dark Night Love    | Frankrike   | Royal Lover        | Jean Michel Bazire        | Jean Michel Bazire        | 1.14,3 |
| 2017 | Cash and Go        | Frankrike   | Ready Cash         | Franck Nivard             | Sébastien Guarato         | 1.13,5 |
| 2016 | Cash Gamble        | Sverige     | Ready Cash         | Jean-Michel Bazire        | Fabrice Souloy            | 1.13,2 |
| 2015 | Lionel N.O.        | Norge       | Look de Star       | Franck Nivard             | Fabrice Souloy            | 1.14,0 |
| 2014 | Vabellino          | Frankrike   | Ouragan de Celland | Éric Raffin               | Sébastien Guarato         | 1'15"2 |
| 2013 | Une Fille d'Amour  | Frankrike   | Infant du Bossis   | David Thomain             | Cyril Raimbaud            | 1'15"1 |
| 2012 | Tchao de Loiron    | Frankrike   | Insert Gédé        | Jean-Michel Bazire        | Franck Leblanc            | 1'14"1 |
| 2011 | Le Cannibale       | Finland     | Jag de Bellouet    | Jean-Michel Bazire        | Fabrice Souloy            | 1'15"  |
| 2010 | Ready Cash         | Frankrike   | Indy de Vive       | Franck Nivard             | Thierry Duvaldestin       | 1'15"1 |
| 2009 | Quarcio du Chene   | Frankrike   | Capriccio          | Björn Goop                | Olle Goop                 | 1'14"2 |
| 2008 | Pablo              | Frankrike   | Capriccio          | Pierre Levesque           | Bertrand Kernivinen       | 1'15"7 |
| 2007 | Opium              | Frankrike   | Défi d'Aunou       | Pierre Levesque           | Pierre Levesque           | 1'14"9 |
| 2006 | Nana du Boisnant   | Frankrike   | Vivier de Montfort | Michel Lenoir             | Luc Bourgoin              | 1'14"3 |
| 2005 | Mara Bourbon       | Frankrike   | And Arifant        | Jean-Pierre Dubois        | Jean-Pierre Dubois        | 1'14"4 |
| 2004 | Land du Coglais    | Frankrike   | And Arifant        | Michel Lenoir             | Michel Lenoir             | 1'15"5 |
| 2003 | Pegasus Boko       | Sverige     | Barbeque           | Joseph Verbeeck           | Fabrice Souloy            | 1'14"8 |
| 2002 | Jardy              | Frankrike   | Cygnus d'Odyssée   | Philippe Allaire          | Philippe Allaire          | 1'14"6 |
| 2001 | Ingen              | Frankrike   | Jet du Vivier      | Pierre Levesque           | Pierre Levesque           | 1'15"3 |
| 2000 | Hermès de Péricard | Frankrike   | Workaholic         | Bernard Piton             | Alain Laurent             | 1'16"6 |
| 1999 | Galopin du Ravary  | Frankrike   | Arzel de Gournay   | Dominik Cordeau           | Dominik Cordeau           | 1'15"6 |
| 1998 | Fiesta d'Anjou     | Frankrike   | Urfist des Prés    | Jean-Michel Bazire        | Jean-Michel Bazire        | 1'16"  |
| 1997 | Eviland            | Frankrike   | Granit             | Pierre Levesque           | Pierre Levesque           | 1'16"7 |
| 1996 | Diane de Saint Pol | Frankrike   | Quiton du Coral    | Régis-Jean Fleury         | Jean-Paul Marmion         | 1'17"4 |
| 1995 | Carpe Diem         | Frankrike   | Workaholic         | Joseph Verbeeck           | Jean-Lou Peupion          | 1'16"9 |
| 1994 | Bijou du Bignon    | Frankrike   | Rainbow Runner     | Jacques Gaborit           | Jacques Gaborit           | 1'16"8 |
| 1993 | Abo Volo           | Frankrike   | Lurabo             | Paul Viel                 | Paul Viel                 | 1'18"7 |
| 1992 | Vourasie           | Frankrike   | Fakir du Vivier    | Bernard Oger              | Léopold Verroken          | 1'18"6 |
| 1991 | Ukir de Jemma      | Frankrike   | Fakir du Vivier    | Michel Roussel            | Philippe Allaire          | 1'17"7 |
| 1990 | Twist de Monts     | Frankrike   | Hélios des Bois    | Paul Billon               | Paul Billon               | 1'18"  |
| 1989 | Siko le Grand      | Frankrike   | Lupi               | Yves Dreux                | Bernard Desmontils        | 1'18"9 |
| 1988 | Rose du Beauvoisin | Frankrike   | Fleuronné          | Daniel Cliquet            | Claude Cliquet            | 1'23"6 |
| 1987 | Quèvreville        | Frankrike   | Firstly            | Jean-Pierre Viel          | Jean-Pierre Viel          | 1'20"  |
| 1986 | Poroto             | Frankrike   | Esquirol           | Louis Boulard             | Louis Boulard             | 1'19"7 |
| 1985 | Olympio de Corseul | Frankrike   | Enguerillero       | Jean-René Gougeon         | Jean-René Gougeon         | 1'18"1 |
| 1984 | Néric Barbès       | Frankrike   | Caprior            | Jean-Luc Bigeon           | André-Francis Bigeon      | 1'22"4 |
| 1983 | Muscle             | Frankrike   | Tivaso P           | Richard-William Denéchère | Richard-William Denéchère | 1'19"4 |
| 1982 | La Bourrasque      | Frankrike   | Buffet II          | Jean-Pierre Viel          | Jean-Pierre Viel          | 1'18"8 |
| 1981 | Kisin              | Frankrike   | Vallenay           | Léopold Verroken          | Léopold Verroken          | 1'19"6 |
| 1980 | Javaza             | Frankrike   | Tokyo              | Marcel Delaunay           | Marcel Delaunay           | 1'21"7 |
| 1979 | Ianthin            | Frankrike   | Vésuve T           | Paul Delanoë              | Paul Delanoë              | 1'21"3 |
| 1978 | Hillion Brillouard | Frankrike   | Raskolnikov Z      | Philippe Allaire          | Pierre-Désiré Allaire     | 1'18"8 |